# Saxifraga amabilis
Saxifraga amabilis är en stenbräckeväxtart som beskrevs av Hideaki Ohba och M. Wakabayashi. Saxifraga amabilis ingår i Bräckesläktet som ingår i familjen stenbräckeväxter. Inga underarter finns listade i Catalogue of Life.